# Solayman Haïm
Pour les articles homonymes, voir Haïm.
 (janvier 2018).
Œuvres principales
- dictionnaire français-persan
- dictionnaires anglais-persan-anglais

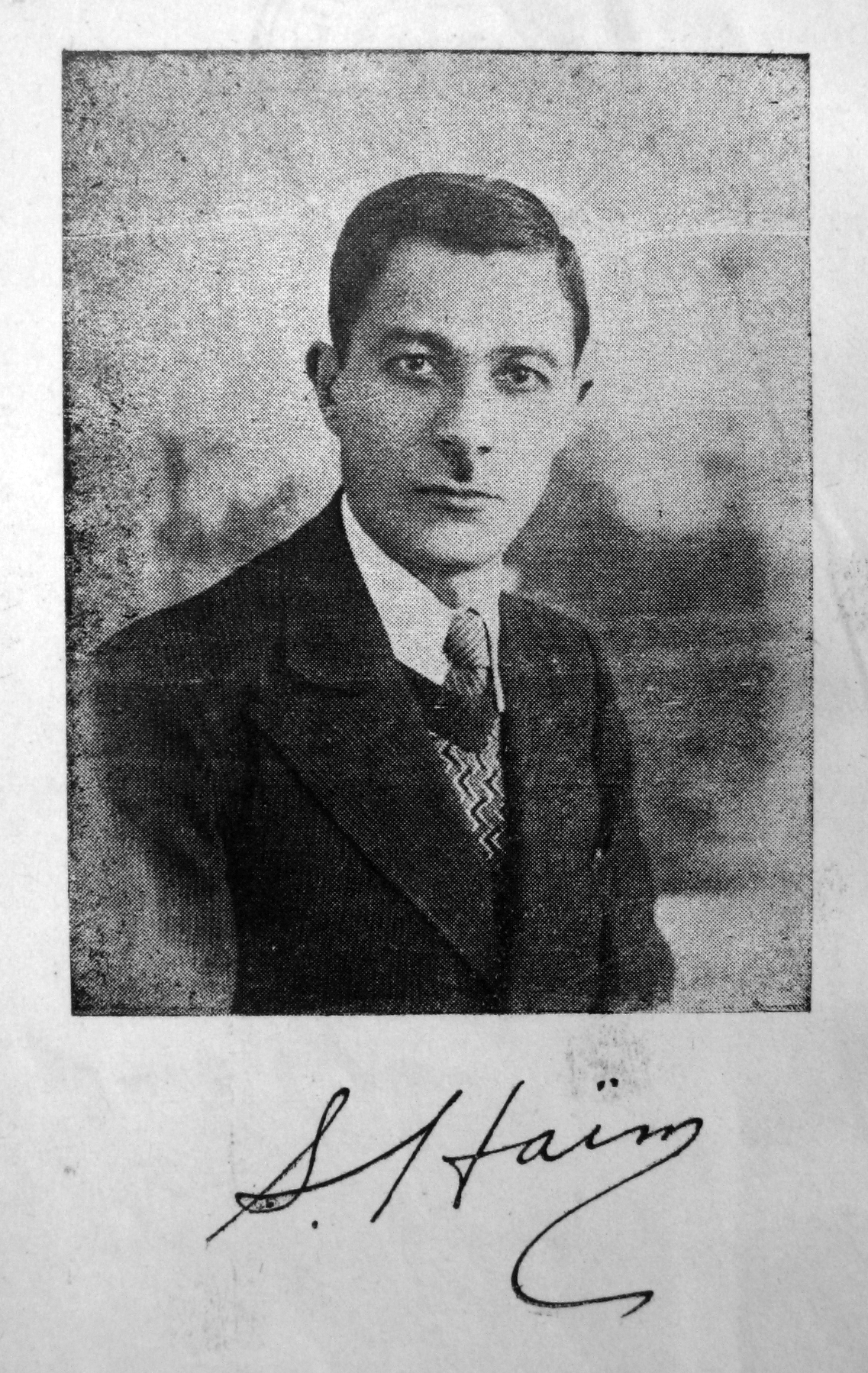
Photographie et signature de Soleyman Haïm vers 1930 insérée dans la préface d'un dictionnaire

Solayman Haïm (en persan : سلیمان حییم), né vers 1887 à Téhéran en Iran et mort le 14 février 1970 à Téhéran, était un lexicographe, traducteur, dramaturge et essayiste iranien. Il est souvent appelé le « père de la lexicographie bilingue iranienne ».

## Biographie
Haïm naquit dans une famille juive iranienne. Son père Isaac Haïm était un courtepointier. Ses deux parents étaient Kalimis (des Juifs iraniens) originaires de Chirâz. Ils avaient immigré à Téhéran où le jeune Solayman grandit. 
Il reçut une première formation à l’école traditionnelle et poursuivit ses études à l’institut d’éducation Lumière, alors dirigé par les missionnaires. 
Il apprit l’hébreu et les questions religieuses auprès du célèbre Hakham Haïm Moreh, il en devint son disciple et assistant lorsque Moreh est devenu aveugle. Il a poursuivi ses études au lycée Ettehad, où il apprit le français et l’hébreu.
En 1906, il intégra l’école secondaire américaine (plus tard renommée collège américain, puis encore lycée Alborz) dirigée par un certain Monsieur Samuel Jourdan.

## Œuvres
Ses écrits lexicographiques comprennent :
- – Un Dictionnaire franco-persan en un volume.
- – Un Petit dictionnaire anglais-persan.
- – Un Dictionnaire en un volume exhaustif anglais-persan et persan-anglais.
- – Un Dictionnaire exhaustif anglais-persan et persan-anglais en deux volumes.
- – Un Dictionnaire hébreu-persan.
- – Un Dictionnaire persan-hébreu (non publié)